# Solenoxiphus striatulus
Solenoxiphus striatulus är en blötdjursart som beskrevs av Chistikov 1983. Solenoxiphus striatulus ingår i släktet Solenoxiphus och familjen Entalinidae. Inga underarter finns listade i Catalogue of Life.